# Hafnir
Hafnir est une localité islandaise de la municipalité de Reykjanesbær située au sud-ouest de l'île, dans la région de Suðurnes. En 2011, le village comptait 109 habitants.